# Purple e Brown
Purple e Brown é uma série infanto-juvenil com bonecos de massinha produzida pela Aardman Animations e co-produzida pela Nickelodeon.
Purple e Brown são uma dupla de criaturas cômicas que vive em um mundo maluco das criaturas. Em cada aventura, eles fazem amigos com risadas malucas.

## Equipe técnica
- História, direção e vozes de Purple e Brown: Richard Webber
- Produção executiva: Peter Lord, David Sproxton, Miles Bullough (Aardman), Howard Litton (Nickelodeon)